# E-Prix di Puebla
L'E-Prix di Puebla è un evento automobilistico con cadenza annuale destinato alle vetture a trazione interamente elettrica del campionato di Formula E tenuto a Puebla de Zaragoza, Messico. La prima edizione si è corsa il 19 e 20 giugno 2021 per il Campionato mondiale di Formula E 2020-2021.

## Circuito
L'evento si disputa dal 2021 sul circuito di Puebla, con un layout costruito nel 2021 proprio per la Formula E all'interno dell'omonimo ovale inaugurato nel 2005.

## Albo d’oro
| Edizione | Tracciato          | Vincitore       | Secondo      | Terzo           | Pole position   | Giro veloce | Team vincitore            |
| -------- | ------------------ | --------------- | ------------ | --------------- | --------------- | ----------- | ------------------------- |
| 2021     | Circuito di Puebla | Lucas Di Grassi | René Rast    | Edoardo Mortara | Pascal Wehrlein | René Rast   | Audi Sport ABT Schaeffler |
| 2021     | Circuito di Puebla | Edoardo Mortara | Nick Cassidy | Oliver Rowland  | Oliver Rowland  | René Rast   | ROKiT Venturi Racing      |